# Mio (Oost-Nusa Tenggara)
Mio is een bestuurslaag in het regentschap Timor Tengah Selatan van de provincie Oost-Nusa Tenggara, Indonesië. Mio telt 1381 inwoners (volkstelling 2010).